# Сливниця (Благоєвградська область)
Сли́вниця (болг. Сливница) — село в Благоєвградській області Болгарії. Входить до складу громади Кресна.

## Населення
За даними перепису населення 2011 року у селі проживали 599 осіб, з них 582 особи (99,3%) — болгари.
Розподіл населення за віком у 2011 році:
Динаміка населення: